# Diego Colón de Toledo
Diego Colón de Toledo y Pravia (meghalt 1578. január 28-án) admirális Kolumbusz Diego és felesége, María de Toledo unokája volt, így Kolumbusz Kristóf dédunokája.

## Élete
Luis Colón, Veragua 1. hercegének halála után 1572 és 1578 között India kormányzója volt (Nyugat-Indiának a karib tengeri gyarmatot nevezték).

### Házassága
Feleségül vette elsőfokú unokatestvérét, Felipa Colón de Toledót, Veragua 2. hercegnőjét, Luis Colón de Toledo, Veragua első hercegének második lányát és örökösét.